# Луций Корнелий Лентул (проконсул Азии)
Лу́ций Корне́лий Ле́нтул (лат. Lucius Cornelius Lentulus; умер после 82 года до н. э.) — римский политический деятель из старинного патрицианского рода Корнелиев Лентулов, занимавший около 89 года до н. э. претуру. Позднее в качестве проконсула управлял Азией.

## Биография
Отцом Лентула являлся консул 130 года до н. э., носивший такое же имя.
В 89 году до н. э. или позднее Лентул был претором, а спустя семь лет он стал проконсулом Азии.
Скорее всего, именно Лентул купил грамматика Александра Полигистора, который попал в плен во время войны с Митридатом Евпатором, и держал его в качестве педагога, а затем освободил.